# Prodanovți, Sofia
Prodanovți (în bulgară Продановци) este un sat în comuna Samokov, regiunea Sofia,  Bulgaria. 

## Demografie
Componența etnică a satului Prodanovți
     Bulgari (97,29%)
     Nicio identificare (2,7%)
     Altele (0,77%)
La recensământul din 2011, populația satului Prodanovți era de 517 locuitori. Din punct de vedere etnic, majoritatea locuitorilor (97,29%) erau bulgari. Pentru 2,7% din locuitori nu este cunoscută apartenența etnică.